# Classe Amazonas (navios-patrulha)
A classe Amazonas é uma classe de navios-patrulha oceânicos (NPO) da Marinha do Brasil. A classe é composta por três navios construídos pelos estaleiro da BAE Systems. Os navios entraram em serviço com a Marinha do Brasil durante 2012 e 2013.

## Histórico
A Classe Amazonas foram originalmente construídos para a Marinha de Trinidad e Tobago. Então, apesar de dois dos navios que terem sido concluídos a tempo e estarem aguardando a entrega, com o treinamento de tripulação em curso no Reino Unido, o Governo de Trinidad e Tobago cancelou a comprar em setembro de 2010.
Em dezembro de 2011, foi relatado que a Marinha do Brasil estava interessada na compra dos navios e, possivelmente, até cinco navios adicionais do mesmo projeto. A venda, por £133 milhões, foi então confirmada em 02 de janeiro de 2012.
O Navio Patrulha Oceânico (NPO) "Amazonas" foi incorporado à Marinha do Brasil em 29 de junho, em Portsmouth, Reino Unido. Durante sua viagem de um mês ao longo da costa africana, ancorando nas cidades de Natal (Rio Grande do Norte)  e Salvador (Bahia) , em setembro, e chegou ao Rio de Janeiro (cidade) no dia 5 de outubro.

## Unidades da Classe
- P-120 - Amazonas
- P-121 - Apa
- P-122 - Araguari